# Norigae (Film)
Norigae, auch bekannt als The Secret Scandal, ist ein südkoreanischer Film aus dem Jahr 2013, inspiriert durch den Selbstmord der Schauspielerin Jang Ja-yeon. Choi Seung-ho führte Regie und schrieb das Drehbuch. Der Film setzt sich mit der dunklen Seite der südkoreanischen Filmindustrie wie der Besetzungscouch auseinander. Der Film kam am 18. April 2013 in die südkoreanischen Kinos und hatte 170.000 Besucher.
Min Ji-hyun wurde 2013 für ihre Leistung als verstorbenen Schauspielerin für den Grand Bell Award als beste neue Schauspielerin nominiert.

## Handlung
Die junge Schauspielerin Jeong Ji-hee beging Selbstmord. Allerdings kommt es zu einem Gerichtsfall, da ihr Manager, ein Regisseur und der CEO der Hankuk Ilbo sie sexuell ausgebeutet haben sollen. Es ist der erste Fall für die Staatsanwältin Kim Mi-hyeon. Sie wird unterstützt von dem Journalisten Lee Jang-ho. Diesen wollte die verstorbene Schauspielerin ihre Erlebnisse schildern, da er allerdings bei seiner Familie auf den Philippinen war, gibt er sich eine Mitschuld an ihrem Tod und recherchiert weiter. Er sucht nach dem Tagebuch der Schauspielerin, in dem alles drin stehen soll.
Der Film spielt größtenteils im Gericht und wird durch Rückblenden ergänzt, in denen Jeong Ji-hee zu einer Sexszene im Film gezwungen wird vom Regisseur und ihrem Manager. Des Weiteren zwang ihr Manager sie zum Sex mit dem CEO der Hankuk Ilbo, da er ein wichtiger Geschäftspartner sei. Als die Staatsanwältin die Schauspielerin Go Da-ryeong in den Zeugenstand ruft, sieht es so aus, als würden die Angeklagten den Fall verlieren.
Der Verteidiger des Zeitungsmoguls bespricht allerdings danach mit dem Richter und der Staatsanwältin, dass letztere sich ggf. vom Fall zurückziehen sollte, da sie selber als Kind sexuell missbraucht wurde. Allerdings ist sie entschlossen, den Fall zum Abschluss zu bringen. In der letzten Sitzung des Gerichts bringt sie das Tagebuch der Verstorbenen vor, das der Journalist Lee zuvor vom Agenten der Schauspielerin erhalten hat. Der Richter reagiert jedoch sehr ungewohnt und lässt den Beweis nicht zu. Der Manager und Regisseur werden für knapp mehr als ein Jahr Gefängnis verurteilt, während der CEO der Hankuk Ilbo freigesprochen wird, zum Entsetzen aller Anwesenden.

## Hintergrund
Auch wenn der Film anfangs den Hinweis gibt, dass er sich nicht auf reale Personen beziehe, erinnert er sehr stark an den Fall der Schauspielerin Jang Ja-yeon, die sexuell ausgebeutet wurde und sich daraufhin 2009 das Leben nahm. Claire Lee von der Korea Herald schreibt, dass Jang sicherlich wollte, dass die Täter ihre gerechte Strafe erfahren, nicht aber, dass gezeigt wird, wie sie sexuell missbraucht wird. Sie wirft dem Regisseur deshalb vor, nicht ausreichend Rücksicht auf das Opfer zu nehmen, egal ob es in Wirklichkeit so passiert sei oder nicht. Der Regisseur sagte, die Sexszenen seien wichtig gewesen, um das Publikum in einen Schockzustand zu versetzen.
In einem Interview sagte Choi Seung-ho, dass er auf die Idee zu dem Film kam, als er 2011 einen Podcast über die verstorbene Schauspielerin Jang Ja-yeon hörte und über in dem über den folgenden Gerichtsfall diskutiert wurde. Es war die Ironie, dass hauptsächlich wichtige Personen der koreanischen Medienindustrie involviert waren, die Verfolgung des Falls jedoch abnahm als die Medien nicht mehr darüber berichteten, die ihn den Film machen ließ. Weiterhin erklärte der Regisseur, dass er Probleme hatte, Investoren für den Film zu finden, weshalb Norigae mit geringem Budget gedreht wurde.
Der Originaltitel 노리개 Norigae bedeutet so viel wie ‚(Sex-)Spielzeug‘.

## Anmerkung
1. ↑  Es gibt jedoch auch ein Accessoire der traditionellen koreanischen Kleidung mit demselben Namen.